# WWV
WWV er en amerikansk kortbølge-radiostation ved byen Fort Collins i Colorado. Den er bedst kendt for sine regelmæssige udsendelser af tidssignaler, der har været sendt siden 1945. Stationen bruges også til fastsættelse af standarder for den amerikanske regerings officielle frekvenser. WWV drives af det amerikanske regeringsinstitut National Institute of Standards and Technology (NIST), mere specifikt dets Time and Frequency Division, som indgår i  NIST's Physical Measurement Laboratory i Gaithersburg i Maryland.
WWV blev oprettet i 1919 af det amerikanske standardiseringsorgan "Bureau of Standards". Det er en af de ældste stadig transmitterende radiostationer i USA.  1. oktober 2019 fejrede NIST WWV's hundrede-årsjubilæum.
I 1931 flyttede stationen til den første af tre beliggenheder i Maryland. I 1966 flyttede den til sin nuværende placering nær Fort Collins.
NIST driver en lignende kortbølgestation, WWVH på Kauai på Hawaii. Både WWV og WWVH offentliggør den officielle UTC-tid hver minut og andre vigtige data på timebasis, herunder status for Global Positioning System (GPS)-satellitkonstellationer. Fordi begge stationer transmitterer samtidig på de samme frekvenser anvender WWV en mandsstemme for at kunne blive adskilt klart fra WWVH, som betjener sig af en kvindelig stemme.